# Ґольдельман Соломон Ізраїлевич
Соломо́н Ізраї́левич Ґольдельма́н (псевд.: Золотаренко, Шалом Кишиневер; 5 грудня 1885, Сороки, Бессарабська губернія, нині Молдова — 3 січня 1974, Єрусалим) — визначний діяч української єврейської громади, вчений-економіст. Дійсний член УВАН (1964).

## Життєпис
Соломон Ґольдельман народився 5 грудня 1885 року в м. Сороки Бессарабської губернії. З 1901 року працював у керченській газеті «Західний кур'єр» (публікувався під псевдонімом «Сіг» — від перших літер імені, по батькові та прізвища), спеціалізувався на театральній критиці.
З 1905 року член єврейської партії Поалей-Ціон. За ініціативою Ґольдельмана Поалей-Ціон першою з неукраїнських партій визнала Центральну Раду. Закінчив Київський комерційний інститут (Вище комерційне училище, 1907—1913) у 1912 році. Викладав у ньому до 1915 року. З 1915 року Ґольдельман розпочав працювати секретарем Обласного комітету в Києві, який було створено з метою перегляду міжнародних торговельних угод. Комітет співпрацював з тогочасними виданнями, що переймалися економічними питаннями. На цій посаді Ґольдельман пропрацював до 1917 року.
У 1917 році був призначений Тимчасовим урядом завідувачем українського відділу міністерства праці (цей відділ охоплював шість губерній України). 7 листопада 1917 року, на закритому засіданні Малої Ради, Ґольдельмана було обрано до складу Крайового комітету охорони революції в Україні.
У 1917–1918 входив до складу Української Центральної Ради від Поалей-Ціон, з жовтня 1917 року — гласний Київської повітової народної ради. За Української Держави мешкав в Одесі. Був головним редактором одеської газети мовою їдиш «Унзер лебн» («Наше життя»), речника Поалей-Ціон. У ці роки друкувався українською мовою під псевдонімом «С. Золотаренко» (дослівний переклад прізвища Ґольдельман).
До призначення 26 грудня 1918 року міністром жидівських справ А.Ревуцького, Ґольдельман виконував обов'язки секретаря з національних питань, за його пропозицією Директорія 10 грудня 1918 ухвалила постанову про відновлення національно-персональної автономії для національних меншин. У 1919 — товариш (заступник) міністра торгівлі й промисловості, згодом — товариш міністра праці в уряді Директорії, очолюваному українським соціал-демократом Володимиром Чехівським. Ґольдельман представляв Україну на першій міжнародній конференції, скликаній Міжнародним Бюром праці, яку було присвячено проблемам законодавства й регулювання праці на міжнародній арені.
На початку 1919 року, разом з урядом Володимира Чехівського, Ґольдельман йде у відставку. У квітні 1919 року Ґольдельман працює в уряді Бориса Мартоса, спочатку як експерт з питань праці та торгівлі, згодом — товариш (заступник) міністра праці в уряді Ісаака Мазепи. У 1920 році Ґольдельман подав у відставку у зв'язку з поступками, зробленими представниками УНР на переговорах з Польщею (відмова від Західної України).

### Еміграція
У 1920 році Ґольдельман через Польщу виїхав до Австрії. Перебуваючи у Відні, Ґольдельман написав та видав книги, присвячені єврейській політиці в Україні: «Жидівська національна автономія в Україні. 1917—1920» та «Листи жидівського соціял-демократа про Україну. Матеріали до історії українсько-жидівських відносин за часів революції».
З 1922 року Ґольдельман перебував на еміграції у Чехословаччині. Викладав в Українській Господарській Академії у Подебрадах під Прагою (з 1925 — професор) та Українському Технічно-Господарському Інституті, де викладає «Економію промисловості» та «Міжнародна економічна політика». У 1922 році був членом редакції часопису «Нова Україна».
У 1930-х рр. Ґольдельман перейшов до активної сіоністської діяльності, організував у Празі «Інститут сіоністської освіти», який пізніше був перетворений на Вищу сіоністську школу (проіснувала до 1938 р.). Закликав радянських євреїв не піддаватися на пропаганду стосовно єврейського майбутнього у СРСР, зокрема переселення до Біробіджану або влаштування сільськогосподарських колоній на півдні України чи в Криму. Ґольдельман виступав проти британської політики обмеження алії.
У 1939 році Прагу окуповано німецькими військами. Тому у серпні 1939 року Ґольдельман з дружиною Маріам Афонівною змушений був виїхати до Палестини. Жив у Хайфі, потім оселився в Єрусалимі. Тут Ґольдельман організував Заочний Інститут сіоністської освіти (1940–1960), де читав лекції, зокрема про євреїв СРСР, у яких твердив, що єдине розв'язання єврейської проблеми — виїзд до Палестини (згодом Ізраїлю). Водночас активно листувався з українською еміграцією, брав участь у періодичних українських виданнях, критикував антисемітизм в УРСР та українських колах за кордоном. У 1950-х роках Ґольдельман був одним з організаторів Ліги боротьби проти релігійного примусу в Ізраїлі.
Ґольдельман помер 3 січня 1974 року в Єрусалимі.
Автор праць з економіки та національно-етнічних проблем, серед яких «Листи про Україну. Матеріали до історії українсько-єврейських відносин за часів революції» (1921), «Населення і комуністична партія в радянській Україні у національному і соціальному розрізі», «Жидівська національна автономія в Україні 1917–1920 рр.» (Мюнхен, 1963) та ін.

## Праці
- Соломон Ізраїлевич Ґольдельман. «Жидівська національна автономія в Україні. 1917—1920» [Архівовано 29 жовтня 2019 у Wayback Machine.]
- Соломон Ізраїлевич Ґольдельман. «Спомини з моєї української доби. УТГУ. 1932—1952». Нью-Йорк, 1962
- Соломон Ізраїлевич Ґольдельман. «Чому серед жидівських робітників багато є большевиків». Кам'янець, 1919
- Соломон Ґольдельман. «Нарис по теорії акційного підприємства»
- Соломон Ізраїлевич Ґольдельман. «Листи жидівського соціял-демократа про Україну. Матеріали до історії українсько-жидівських відносин за часів революції». Відень, 1921; перевид. — 1964 [Архівовано 4 березня 2016 у Wayback Machine.]
- Соломон Ізраїлевич Ґольдельман. «Міжнародня економічна політика», Подєбради, 1926
- Соломон Ізраїлевич Ґольдельман. «Населення і комуністична партія на радянській Україні у національному та соціяльному розрізі», Подєбради, 1930